# 大阪府立近つ飛鳥風土記の丘
大阪府立近つ飛鳥風土記の丘（おおさかふりつちかつあすかふどきのおか）は、大阪府南河内郡河南町にある大阪府立の歴史公園（風土記の丘）。国の指定史跡である一須賀古墳群が保存されている。

## 概要
昭和40年代（1965年～1974年）に大阪府南河内郡河南町ほかの丘陵地にある一須賀古墳群が大和団地開発のニュータウン、阪南ネオポリス造成によって失われようとしていたところを、大阪府が古墳の最も密集している区域29ヘクタールを開発会社より買収したうえで保存を図ったもの。古墳群の中に園路を設けるなどの整備をし、1986年（昭和61年）6月に一般開放した。1994年（平成6年）10月7日に、国により史跡として指定を受けている。
なおこの施設は文化財の一般公開を目的とした史跡公園であり、都市公園ではない。

## 施設・設備
- 一須賀古墳群
  - 直径15m前後の円墳（一部方墳）102基 - うち40基が横穴式石室で、内部見学も可能。
- 大阪府立近つ飛鳥博物館 - 古墳群からの出土品を展示紹介。1994年（平成6年）に開館。
- 展望台2箇所 - 「近つ飛鳥」一帯や世界文化遺産古市古墳群、遠くには大阪市内や六甲の山並み、淡路島などが望める[3]。
- 緑の広場
- 桜並木
- 梅林 - 博物館の裏に約140本の梅林
- 休憩所
- トイレ2箇所
- 無料駐車場（30台）

## 利用案内
- 開園：09:30
- 閉園：17:00

## 交通アクセス
- 近鉄長野線 富田林駅または喜志駅から金剛バス石川線（富田林駅）、阪南線（喜志駅）「近つ飛鳥博物館前行き」に乗車し、終点「近つ飛鳥博物館前」バス停下車すぐ。
- 南阪奈道路 羽曳野東ICあるいは太子ICから約10分。

近つ飛鳥博物館の概要（交通アクセスなど詳細記載あり）大阪府ホームページ